# زیگبورگ
شهر زیگبورگ (به آلمانی: Siegburg) در ایالت نوردراین-وستفالن در کشور آلمان واقع شده‌است.